# Plusiodonta incitans
Plusiodonta incitans là một loài bướm đêm trong họ Noctuidae.